# Stade de la Coupe du monde de Séoul
Le stade de la Coupe du monde de Séoul ou Seoul World Cup Stadium (en hangeul: 서울월드컵경기장), est un stade de football situé dans le quartier de Sang-am-dong qui se trouve dans l'arrondissement de Mapo-gu à Séoul en Corée du Sud.
Inauguré en novembre 2001, il a une capacité totale de 66 704 places (dont 816 pour VIP, 754 pour la presse et 75 pour Sky Box[Quoi ?]). Depuis 2004, c'est désormais l'enceinte du FC Séoul qui évolue en K-League, la première division sud-coréenne.

## Histoire
Comme son nom l'indique, le stade a été construit pour la Coupe du monde de football de 2002 coorganisée par le Japon et la Corée du Sud. C'est la plus grande enceinte destinée au football en Asie. Il a accueilli notamment, la cérémonie et le match d'ouverture du tournoi France - Sénégal (0-1).

## Événements
- Finale de la Coupe de Corée du Sud de football, 2001, 2003, 2005 et 2006
- Coupe du monde de football de 2002
- Coupe de la paix, 2003, 2005 et 2007
- Coupe du monde de football des moins de 17 ans 2007
- Happening, concert de Psy le 13 avril 2013 (plus de 50 000 spectateurs)
- Finale de la Coupe du monde de League of Legends, 2014[2].

### Matchs de laCoupe du monde de football de 2002
Voici les matchs de la Coupe du monde de football de 2002 ayant eu lieu au Seoul World Cup Stadium:
| Date         | Équipe #1    | Score | Équipe #2 | Tour        | Spectateurs |
| ------------ | ------------ | ----- | --------- | ----------- | ----------- |
| 31 mai 2002  | France       | 0 – 1 | Sénégal   | Groupe A    | 62 561      |
| 13 juin 2002 | Turquie      | 3 – 0 | Chine     | Groupe C    | 43 605      |
| 25 juin 2002 | Corée du Sud | 0 – 1 | Allemagne | Demi-finale | 65 256      |

## Commerce
Le Seoul World Cup Stadium comporte également de nombreux commerces, notamment un supermarché Carrefour et un « wedding hall ». 